# 蘇爾佩格山
47°27′50″N 8°20′26″E / 47.46400°N 8.34046°E

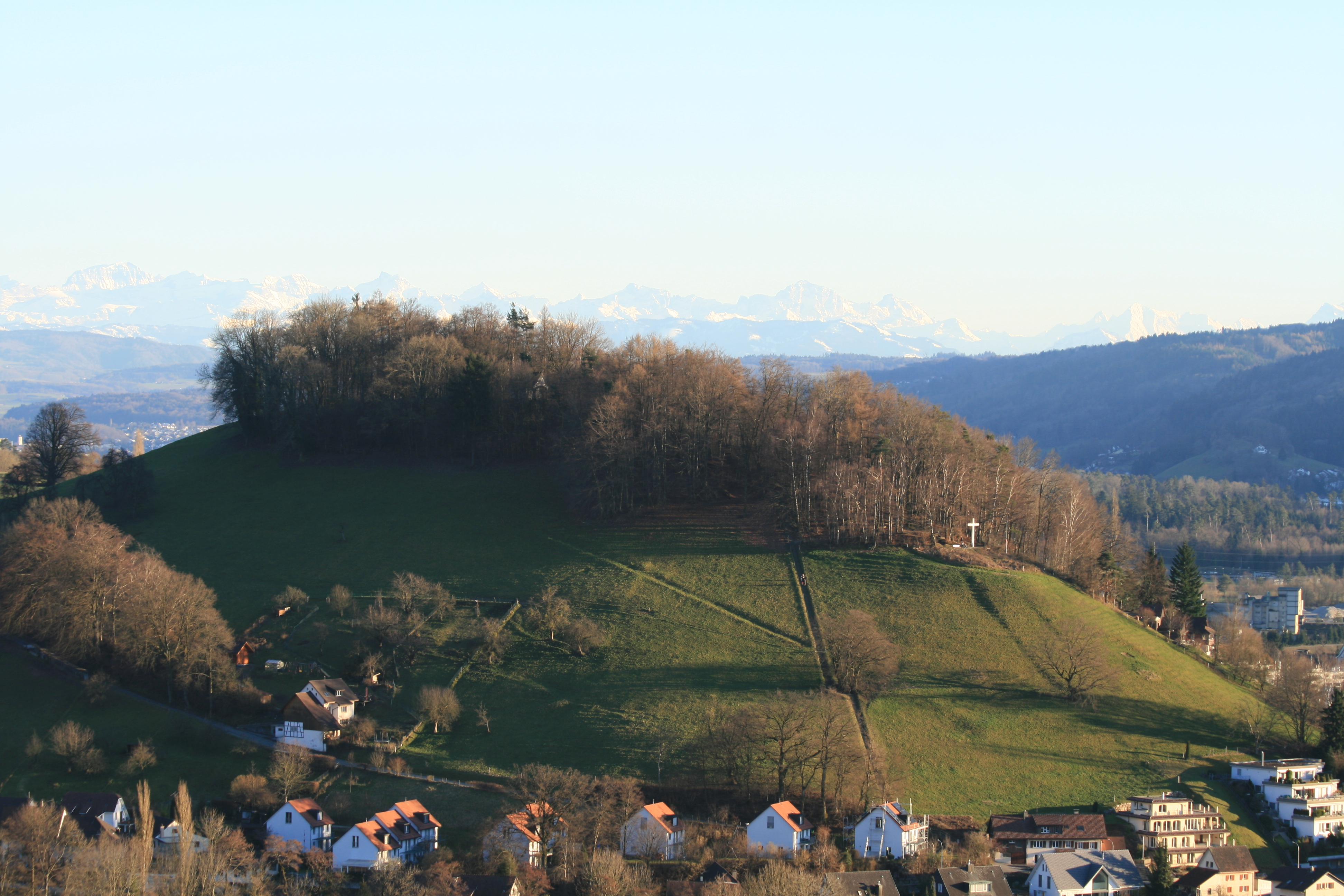

蘇爾佩格山（德語：Sulperg），是瑞士的山峰，位於該國北部阿爾高州，處於韋廷根東郊，海拔高度514米，舊村中心處於西北面，該山峰上部地區滿佈密林。